# Miguel Ángel Ochoa Brun
Miguel Ángel Ochoa Brun (Madrid, 21 de abril de 1931) es un diplomático e historiador español. Ha sido Embajador de España en Austria, con acreditación en Eslovenia y Bosnia-Herzegovina (1991-1996).

## Biografía
Es licenciado en Derecho por la Universidad de Madrid. En 1961 ingresó en la carrera diplomática, ocupando varios cargos diplomáticos en las embajadas y consulados de Múnich y Hannover (República Federal de Alemania), Argel (Argelia), Roma (Italia) y Viena (Austria). Posteriormente fue director de la Escuela Diplomática (1985-1991) y presidente de la Asociación Cultural Hispano-Helénica (1985-1991). Fue embajador de España en Austria (1991-1996), con acreditación de embajador para Eslovenia y Bosnia y Herzegovina, que por entonces no tenían embajada.
Como historiador sus investigaciones se han centrado en la diplomacia española de los siglos XVI y XVII. 
En 2001 fue elegido académico de la Real Academia de la Historia e ingresó en 2002 con el discurso "Embajadas rivales. La presencia diplomática de España en Italia durante la Guerra de Sucesión".

## Distinciones
Ha recibido, entre otras, las siguientes distinciones:
- Gran Cruz de la Orden de Isabel la Católica
- Gran Cruz de la Orden del Mérito de la República de Austria
- Comendador de la Orden del Merito Civil
- Comendador de la Orden de San Gregorio Magno
- Comendador del Mérito Melitense (Orden de Malta)
- Cruz de honor de primera clase de la Medalla de las Ciencias y las Artes de Austria.

## Publicaciones
- Embajadas y embajadores en la historia de España, Aguilar, 2002. ISBN 84-03-09293-8.[6]
- España y las islas griegas: una visión histórica, Ministerio de Asuntos Exteriores, 2001. ISBN 84-95265-24-9.
- Historia de la diplomacia española, Ministerio de Asuntos Exteriores, 1995. ISBN 84-87661-48-3.[7]
- Mitos y realidades. Sucesos de diplomacia y ecos de cultura, Madrid, 2022, 273 pp.[8]
- Homenaje a Goethe: diplomacia y literatura, Madrid,  Ministerio de Asuntos Exteriores, 2021, 394 pp.[9]